# Humán 3-as kromoszóma
A 3-as kromoszóma egy a 24-féle humán kromoszóma közül. Egyike a 22 autoszómának.

## A 3-as kromoszóma jellegzetességei
- Bázispárok száma: 199 505 740
- Gének száma: 1168
- Ismert funkciójú gének száma: 1033
- Pszeudogének száma: 499
- SNP-k (single nucleotide polymorphism = egyszerű nukleotid polimorfizmus) száma: 575 050

## A 3-as kromoszómához kapcsolódó betegségek
Az O.M.I.M rövidítés az Online Mendelian Inheritance in Man, azaz Mendeli öröklődés emberben adatbázis oldalt jelöli, ahol további információ található az adott betegségről, génről.

| Patológia                             | Öröklődés | O.M.I.M | Lokusz | Gén             | A gén által kódolt fehérje |
| ------------------------------------- | --------- | ------- | ------ | --------------- | -------------------------- |
| Septo-optikus diszplázia              |           |         |        |                 |                            |
| Von Hippel-Lindau betegség            |           |         |        |                 |                            |
| Bardet-Biedl-szindróma                |           |         |        |                 |                            |
| Romano-Ward-szindróma                 |           |         |        |                 |                            |
| Charcot-Marie-Tooth betegség 2B típus |           |         | q21    | RAB7            |                            |
| Öves izomdisztrófia Type 1C           | Domináns  | 601253  | p23    | CAV3            | Caveolin                   |
| Alkaptonuria                          | Domináns  | 203500  | q21-23 | HGD OMIM 607474 |                            |
|                                       |           |         |        |                 |                            |
|                                       |           |         |        |                 |                            |
|                                       |           |         |        |                 |                            |
|                                       |           |         |        |                 |                            |
|                                       |           |         |        |                 |                            |

## Lásd még
- Kromoszóma
- Genetikai betegség
- Genetikai betegségek listája